# Sebastián D'Angelo
Sebastián Ezequiel D'Angelo (Bariloche, Río Negro; 14 de enero de 1989) es un exfutbolista argentino que se desempeñaba como guardameta.

## Trayectoria

### Inferiores
Comenzó a atajar en Club Martín Güemes a los 7 años.
Sebastián hizo inferiores en Boca Juniors, como así también en River Plate, Defensores de Belgrano e Independiente. En los 4 equipos demostró la categoría y habilidad necesaria para conservarse en dichas instituciones.

### Boca Juniors
Al finalizar la Copa Libertadores del año 2012, el equipo xeneize sufrió distintos problemas con jugadores, principalmente con los arqueros. Por la lesión en la final de la Libertadores de Agustín Orion, la no renovación de contrato del uruguayo Sebastián Sosa (quien terminó en Vélez Sarfield) y las complicaciones en la incorporación de Oscar Ustari, Sebastián resultó favorecido para que poder realizar la pretemporada como titular en el equipo de la Boca.
El día 25 de julio de 2012, en un amistoso en Colombia contra Millonarios de Bogotá, el arquero tuvo su debut en el primer equipo del conjunto xeneize, finalizando el cotejo 2 a 1 a favor de Boca. Si bien le convirtieron un gol, tuvo buenas intervenciones, las cuales fueron elogiadas por los medios periodísticos.
Debutó oficialmente 18 de agosto de 2012, tras la lesión del arquero Oscar Ustari. También jugó de titular en la copa Sudamericana frente a Independiente, en donde le convertirían 3 goles, pero tuvo una gran intervención sacándole un cabezazo a Ernesto Farias. En el primer semestre de 2013, con un Boca desahuciado y con un Carlos Bianchi apostando a la Copa Libertadores, fue incluido en el once titular de suplentes que enfrentaría a San Lorenzo y Newell's , donde el equipo no respondió de la mejor manera y los resultados fueron negativos (3-0 y 4-0). Luego se marcharía Oscar Ustari, pero de cara a la temporada 2013-14 queda nuevamente relegado como tercer arquero, debido a la contratación de Emanuel Tripodi, y ya sin chances en el primer equipo durante el resto de la campaña.

### Tigre
A comienzos del 2015, llega al club Guillermo Sara, y D'Angelo (que no aparecía en la primera xeneize desde hace más de dos años) tuvo que buscarse club ya que Arruabarrena no lo tendría en cuenta. Fue así que terminó recalando en Tigre.
En el Matador debutó el día 19 de julio de 2015, ante Newell's Old Boys, partido que terminó 0-0 y en donde tuvo una gran actuación.
En el equipo de Victoria disputó 12 partidos y le convirtieron 14 goles.

### Newell's Old Boys
En 2016 es cedido a Newell's por 18 meses.

### Sportivo Luqueño
En el periodo 2018 llega a Paraguay para acoplarse al plantel principal del Club Sportivo Luqueño, y poder participar en el torneo Local e Internacional al que el equipo deberá participar, defendiendo la portería.

### Atenas de San Carlos
En el segundo semestre de 2018, ficha por Atenas de la ciudad de San Carlos (Maldonado, Uruguay). Debuta en la séptima fecha con victoria 1-0 sobre Boston River.
Tuvo una destacada actuación en su debut.

## Estadísticas

### Clubes
- Actualizado al 21 de octubre de 2018.

| Club                                                     | Div.                | Temporada           | Liga | Liga | Liga | Copas Nacionales(1) | Copas Nacionales(1) | Copas Nacionales(1) | Torneos Internacionales(2) | Torneos Internacionales(2) | Torneos Internacionales(2) | Total | Total | Total | Prom. · |
| Club                                                     | Div.                | Temporada           | PJ   | G    | GR   | PJ                  | G                   | GR                  | PJ                         | G                          | GR                         | PJ    | G     | GR    | Prom. · |
| -------------------------------------------------------- | ------------------- | ------------------- | ---- | ---- | ---- | ------------------- | ------------------- | ------------------- | -------------------------- | -------------------------- | -------------------------- | ----- | ----- | ----- | ------- |
| Boca Juniors Argentina                                   |                     |                     |      |      |      |                     |                     |                     |                            |                            |                            |       |       |       | Prom. · |
| 1.ª                                                      | 2009-10             | 0                   | 0    | 0    | -    | -                   | -                   | 0                   | 0                          | 0                          | 0                          | 0     | 0     | 0,00  |         |
| 1.ª                                                      | 2010-11             | 0                   | 0    | 0    | -    | -                   | -                   | -                   | -                          | -                          | 0                          | 0     | 0     | 0,00  |         |
| 1.ª                                                      | 2011-12             | 0                   | 0    | 0    | 0    | 0                   | 0                   | 0                   | 0                          | 0                          | 0                          | 0     | 0     | 0,00  |         |
| 1.ª                                                      | 2012-13             | 4                   | 0    | -9   | 0    | 0                   | 0                   | 1                   | 0                          | -3                         | 5                          | 0     | -12   | 0,00  |         |
| 1.ª                                                      | 2013-14             | 0                   | 0    | 0    | 0    | 0                   | 0                   | -                   | -                          | -                          | 0                          | 0     | 0     | 0,00  |         |
| 1.ª                                                      | 2014                | 0                   | 0    | 0    | 0    | 0                   | 0                   | 0                   | 0                          | 0                          | 0                          | 0     | 0     | 0,00  |         |
| Total                                                    | Total               | 4                   | 0    | -9   | 0    | 0                   | 0                   | 1                   | 0                          | -3                         | 5                          | 0     | -12   | 0,00  |         |
| Tigre Argentina                                          | 1.ª                 | 2015                | 14   | 0    | -8   | 0                   | 0                   | 0                   | 2                          | 0                          | -6                         | 12    | 0     | -14   | 0,00    |
| Tigre Argentina                                          | Total               | Total               | 10   | 0    | -8   | 0                   | 0                   | 0                   | 2                          | 0                          | -6                         | 12    | 0     | -14   | 0,00    |
| Newell's Old Boys Argentina                              | 1.ª                 | 2016/17             | 4    | 0    | -6   | 0                   | 0                   | 0                   | 0                          | 0                          | 0                          | 4     | 0     | -6    | 0,00    |
| Newell's Old Boys Argentina                              | Total               | Total               | 4    | 0    | -6   | 0                   | 0                   | 0                   | 0                          | 0                          | 0                          | 4     | 0     | -6    | 0,00    |
| Sportivo Luqueño Paraguay                                | 1.ª                 | 2018                | 5    | 0    | 0    | 0                   | 0                   | 0                   | 0                          | 0                          | 0                          | 0     | 0     | 0     | 0,00    |
| Sportivo Luqueño Paraguay                                | Total               | Total               | 0    | 0    | 0    | 0                   | 0                   | 0                   | 0                          | 0                          | 0                          | 0     | 0     | 0     | 0,00    |
| Atenas · Uruguay                                         | 1.ª                 | 2018                | 7    | 0    | -5   | 0                   | 0                   | 0                   | -                          | -                          | -                          | 6     | 0     | -5    | 0,00    |
| Atenas · Uruguay                                         | Total               | Total               | 6    | 0    | -5   | 0                   | 0                   | 0                   | -                          | -                          | -                          | 6     | 0     | -5    | 0,00    |
| Central Norte Argentina                                  | 3.ª                 | 2019-20             | 2    | 0    | 0    | 0                   | 0                   | 0                   | -                          | -                          | -                          | 2     | 0     | 0     | 0,00    |
| Central Norte Argentina                                  | Total               | Total               | 2    | 0    | 0    | 0                   | 0                   | 0                   | -                          | -                          | -                          | 2     | 0     | 0     | 0,00    |
| América de Quito · Ecuador                               | 2.ª                 | 2020                | 16   | 0    | 0    | 0                   | 0                   | 0                   | -                          | -                          | -                          | 0     | 0     | 0     | 0,00    |
| América de Quito · Ecuador                               | Total               | Total               | 0    | 0    | 0    | 0                   | 0                   | 0                   | -                          | -                          | -                          | 0     | 0     | 0     | 0,00    |
| Cruz del Sur Argentina                                   | 4.ª                 | 2021                | 8    | 0    | 0    | 0                   | 0                   | 0                   | -                          | -                          | -                          | 0     | 0     | 0     | 0,00    |
| Cruz del Sur Argentina                                   | Total               | Total               | 0    | 0    | 0    | 0                   | 0                   | 0                   | -                          | -                          | -                          | 0     | 0     | 0     | 0,00    |
| Total en su carrera                                      | Total en su carrera | Total en su carrera | 26   | 0    | -28  | 0                   | 0                   | 0                   | 3                          | 0                          | -9                         | 29    | 0     | -37   | 0,00    |
| (1)Incluye Copa Argentina. (2)Incluye Copa Sudamericana. |                     |                     |      |      |      |                     |                     |                     |                            |                            |                            |       |       |       |         |